# Passiflora mathewsii
Passiflora mathewsii là một loài thực vật có hoa trong họ Lạc tiên. Loài này được (Mast.) Killip mô tả khoa học đầu tiên năm 1927.